# Pragmopora pithya
Pragmopora pithya är en svampart som först beskrevs av Elias Fries, och fick sitt nu gällande namn av J.W. Groves 1967. Pragmopora pithya ingår i släktet Pragmopora och familjen Helotiaceae.   Inga underarter finns listade i Catalogue of Life.